# Reformacja we Włoszech

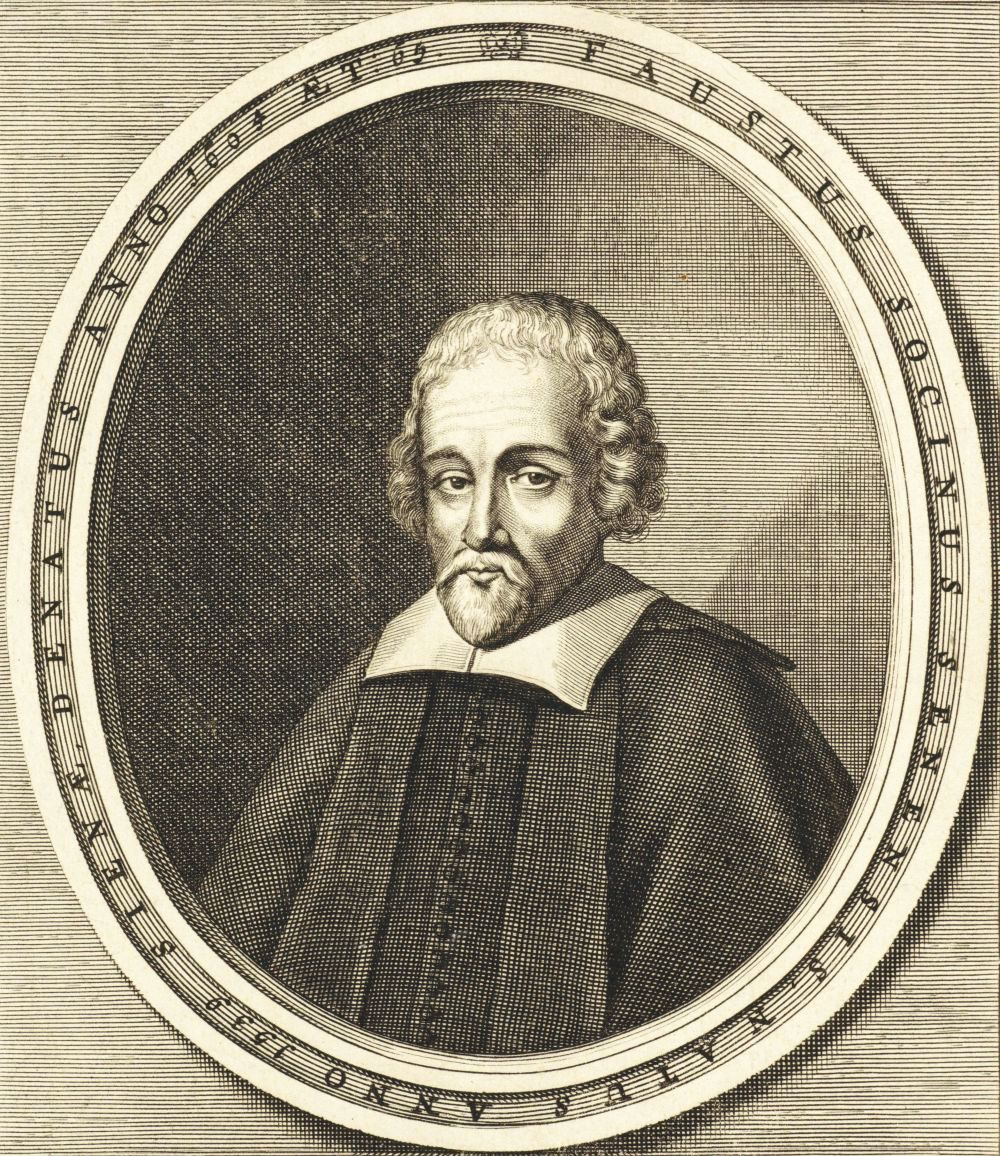
Faust Socyn, jeden z najwybitniejszych włoskich reformatorów

Reformacja w państwach włoskich pojawiła się wcześnie, bo już w końcu XV wieku i szybko, na początku XVII wieku upadła. Była związana z obroną włoskich tradycji republikańskich i włoskiej kultury, a jej zasięg był ograniczony ze względu na działalność Inkwizycji.

## Historia
Od średniowiecza pojawiały się we Włoszech różne grupy innowierców, jednak wszyscy zostali wyeliminowani. Wyjątkiem była niewielka grupa waldensów, którzy od XII wieku osiedlili się w niedostępnych dolinach zachodnich Alp, gdzie dzięki skutecznej obronie uzyskali ograniczoną wolność wyznania (Ugoda z Cavour z czerwca 1561).
Mnich dominikański Girolamo Savonarola (1452–1498) jest uznawany za poprzednika Lutra we Włoszech: piętnował rozpustę i nadużycia kleru, domagał się „odnowy moralnej” i zniszczenia posągów i obrazów w kościołach. Jednak, w przeciwieństwie do Lutra, Savonarola nie zyskał możnych protektorów i jego akcja była przejściowa – ograniczyła się tylko do Florencji i wkrótce Savonarola zginął spalony na stosie.
Historia włoskiej reformacji nie została jeszcze dokładnie zbadana. Wiadomo, że jednym z ważnych ośrodków reformacji był Neapol, gdzie pod koniec XV wieku powstało koło zwane Spirituali skupione wokół hiszpańskiego imigranta Juana de Valdésa, propagującego chrześcijański mistycyzm.
Wenecja i związana z nią Padwa były w XVI wieku przejściowo miejscem schronienia dla włoskich innowierców; łatwo docierały tu z północy nowe idee religijne. Innym ważnym ośrodkiem reformacji była także Lukka. Jednak w tych miastach protestantyzm został wkrótce zniszczony przez Inkwizycję. Włoscy innowiercy uciekli przede wszystkim do księstw niemieckich i Szwajcarii.

### Przyczyny rozwoju reformacji
Przyczyny rozwoju reformacji włoskiej były różnorodne: wczesny rozwój humanizmu, związany z włoskim odrodzeniem, panowanie obcych mocarstw, propagujących inne formy katolicyzmu, obce włoskiej tradycji (np. Hiszpanii w południowych Włoszech, Świętego Cesarstwa na północy), potrzeba głębszego i bardziej osobistego przeżywania religii, potrzeba obrony włoskich tradycji demokratycznych i republikańskich przeciwko autorytarnym monarchiom: hiszpańskiej i niemieckiej, reakcja na ostentacyjne bogactwo i niski poziom moralny części wyższego duchowieństwa katolickiego, szczególnie papieża Aleksandra VI Borgii, który popierał korupcję i nepotyzm. Papiestwo było często obwiniane (m.in. przez Machiavellego) o popieranie politycznego rozdrobnienia Włoch.

### Luteranizm
W latach 20. XVI wieku po opublikowaniu pierwszych pism Marcina Lutra, pojawili się we Włoszech pierwsi nieliczni luteranie (m.in. Pier Paolo Vergerio, Aonio Paleario). Oddziaływanie luteranizmu było jednak niewielkie z tego względu, że Luter pisał w języku niemieckim i swoją misję kierował głównie do Niemców, a kościelna cenzura we Włoszech była bardzo skuteczna.
Wszelkie wzmianki o luteranizmie były natychmiast tępione: w 1530 wydalono z Florencji Antonio Brucioli za to, że powoływał się na dzieła Lutra i Bucera. W 1531 tezy Lutra były rozważane przez studentów w Padwie – był to jedyny przypadek takiej dyskusji uniwersyteckiej we Włoszech.

### Kalwinizm, anabaptyzm i unitarianizm
Włoscy luteranie szybko radykalizowali swoje poglądy pod wpływem prześladowań religijnych i zaczynali propagować kalwinizm, anabaptyzm lub unitarianizm. Należeli do nich m.in. Pietro Martire Vermigli, Hieronim Zanchiusz, Lelio Socyn i Faust Socyn. Działali przeważnie wśród wyższych warstw społecznych, nierzadko na dworach książęcych, co chroniło ich w pewnym stopniu przed Inkwizycją.
Około 1528 na dworze księcia Ferrary Herkulesa I d’Este skupiło się wielu francuskich radykalnych protestantów (m.in. Clément Marot i Jan Kalwin), zaproszonych przez żonę księcia – córkę króla Francji Ludwika XII – Renée. Z tego powodu księżna została oskarżona przez Inkwizycję o herezję i po śmierci męża wróciła do Francji.

### Przyczyny upadku
Włoska reformacja upadła w krótkim czasie około 70 lat z powodu szybkiej i energicznej reakcji Kościoła katolickiego. Tylko papież Pius V skazał na śmierć 40 włoskich protestantów. Latem 1542 włoska Inkwizycja zreorganizowała się, aby skutecznie zwalczać innowierców we wszystkich włoskich państwach. W wyniku tego zagrożenia większość włoskich reformatorów uciekła do bardziej tolerancyjnych krajów północnej i wschodniej Europy, m.in. do Polski, gdzie w Krakowie osiadła grupa włoskich unitarian, popieranych nieoficjalnie przez królową Bonę. Już około roku 1600 protestantyzm praktycznie przestał istnieć we Włoszech, a katolicyzm stał się jedyną religią i fundamentem społeczeństwa. W warunkach włoskich, gdzie Kościół rzymskokatolicki od wieków skutecznie zwalczał różnorodne „herezje”, reformatorzy religijni nie mieli szans na szerszą działalność i na propagowanie swoich poglądów. Książęta włoscy prędko przestali popierać reformację, bo mogła pozbawić ich dochodowych stanowisk duchownych (takich jak biskup lub kardynał).
Inną ważną przyczyną było zagrożenie państw włoskich przez Święte Cesarstwo. Książęta włoscy utożsamiali reformację z tym zagrożeniem, a to ich przekonanie zostało potwierdzone m.in. przez Sacco di Roma w 1527.
Pierwsze tłumaczenie Biblii na język włoski, autorstwa Antoniego Brucioli znalazło się w roku 1555 na Indeksie ksiąg zakazanych papieża Pawła IV. Kolejne tłumaczenie autorstwa Giovanniego Diodati, ukazało się dopiero w 1603, a więc już po upadku reformacji we Włoszech i z tego powodu przyczyniło się do rozwoju protestantyzmu tylko poza Włochami, głównie we włoskojęzycznych kantonach Szwajcarii (Ticino i Gryzonia).

## Znaczenie włoskiej reformacji
Chociaż w samych Włoszech reformacja nie wywarła niemal żadnego wpływu, z wyjątkiem umocnienia pozycji Kościoła katolickiego, to wywarła znaczny wpływ na inne kraje europejskie.
Wielu Włochów było wybitnymi działaczami europejskiej reformacji, m.in. w Polsce (np. Jerzy Blandrata, Bernardino Ochino, Gianpaolo Alciati, Giovanni Battista Cetis, Faust Socyn, Francesco Stancaro i Giovanni Valentino Gentile), którzy propagowali w Rzeczypospolitej unitarianizm i byli głównymi twórcami ruchu braci polskich.

## Wybitni reformatorzy
- Lelio Socyn
- Pier Paolo Vergerio
- Pietro Martire Vermigli
- Hieronim Zanchiusz
- Giovanni Diodati
- Giovanni Valentino Gentile
- François Turretin
- Aonio Paleario